# Мостище (Камінь-Каширський район)
Мости́ще — село в Україні, у Камінь-Каширській громаді Камінь-Каширського району Волинської області. Населення становить 684 осіб.

## Географія
Село розташоване на правому березі річки Турії. Поруч з селом розташований гідрологічний заказник місцевого значення Турський.

## Історія
У 1906 році село Хотешівської волості Ковельського повіту Волинської губернії. Відстань від повітового міста 56 верст, від волості 6. Дворів 65, мешканців 427.

## Населення
Згідно з переписом УРСР 1989 року чисельність наявного населення села становила 688 осіб, з яких 336 чоловіків та 352 жінки.
За переписом населення України 2001 року в селі мешкало 679 осіб.

### Мова
Розподіл населення за рідною мовою за даними перепису 2001 року:
| Мова       | Відсоток |
| ---------- | -------- |
| українська | 98,98 %  |
| білоруська | 0,58 %   |
| російська  | 0,44 %   |